# Opuntia neochrysacantha
Opuntia neochrysacantha là một loài thực vật có hoa trong họ Cactaceae. Loài này được Bravo mô tả khoa học đầu tiên năm 1974.